# 琉神マブヤーARISE
琉神マブヤーARISE（りゅうじんマブヤーあらいず）は、琉球放送で2017年10月7日から全13回で放送した特撮番組。

## あらすじ
金城タケルは沖縄を愛する熱血青年。沖縄県庁職員として地域応援マットーバイ課に勤務することになるが、宮城トモフミ課長をはじめ、先輩職員の上運天ジュン、目取真エマは、皆ひと癖ある面々だ。
タケルはこの個性的な面々と共に地域応援マットーバイ課が独自に編集する情報誌「まるっと市町村」の取材で沖縄各地を訪れることになる。
一方、沖縄をハゴーにするために現れたマジムン軍団は、沖縄の人々が大切にしてきたものを奪おうと沖縄各地のマブイストーンを狙い始めた！
偶然、マジムン軍団と遭遇したタケルはマジムン軍団に襲われる！
しかしその時、タケルの胸にニライカナイの勇者、琉神マブヤーのマブイ（魂）が飛び込んだ！
果たして琉神マブヤーとなったタケルは、マジムン軍団の魔の手から沖縄を守ることができるのか！？
龍神ガナシー、凰神カナミーと共にマジムン軍団に立ち向かう沖縄最強ヒーロー琉神マブヤー！
今、琉神マブヤーの新たなる伝説が生まれる！

## キャスト

### レギュラー・準レギュラー
- 金城タケル / 琉神マブヤー - 勝連康介（マルキヨビル）
- 上運天ジュン / 龍神ガナシー - 嘉陽田朝裕
- 目取真エマ / 凰神カナミー - 徳原ありさ
- 宮城トモフミ - 崎浜秀彌
- 兼箇段サキ - 椎名ユリア
- キジムン - 長浜之人（キャン×キャン）
- オバー - 吉田妙子
- ハブデービル - ひがりゅうた（ありんくりん）
- アカマタデービル - クリス（ありんくりん）
- ヒメハブデービル - 大屋あゆみ

## 関連楽曲

### 主題歌
『琉神マブヤー〜ARISE〜』
歌- ディアマンテス

### エンディング曲
『ハブ門中〜蛇集合！〜』
歌- ハブ門中from悪の軍団マジムン

## 放送リスト
|          | タイトル                                           | 放送日         |
| 第一話   | めんそーれのマブイストーンがでーじなってる！前編   | 2017年10月07日 |
| 第二話   | めんそーれのマブイストーンがでーじなってる！後編   | 10月14日       |
| 第三話   | 飛び安里のマブイストーンがでーじなってる！         | 10月21日       |
| 第四話   | 昆布のマブイストーンがでーじなってる！             | 10月28日       |
| 第五話   | 琉球舞踊のマブイストーンがデージなってる！         | 11月04日       |
| 第六話   | 羽衣のマブイストーンがでーじなってる！             | 11月11日       |
| 第七話   | いっせんまちやーのマブイストーンがでーじなってる！ | 11月18日       |
| 第八話   | 野国総管のマブイストーンがでーじなってる！         | 11月25日       |
| 第九話   | ミーカガンのマブイストーンがでーじなってる！       | 12月02日       |
| 第十話   | 石彫大獅子のマブイストーンがでーじなってる！       | 12月09日       |
| 第十一話 | 御嶽のマブイストーンがでーじなってる！             | 12月16日       |
| 第十二話 | ガジュマルのマブイストーンがでーじなってる！       | 12月23日       |
| 最終話   | 黒潮のマブイストーンがでーじなってる！             | 12月30日       |

※12月30日放送「琉神マブヤーARISE」最終回は放送時間が変更。10:25→07:20放送。

## 映像ソフト化
【 DVD「琉神マブヤーARISE」】　DVD2枚組（販売元: テイチクエンタテインメント）
・disc-1:本編約118分 ・disc-2:本編約78分 / 特典約14分
★特典映像付き！　★豪華封入特典付き！
・ASIN: B079VD4KW2　／　JAN： 4988004791550